# Apatura astasioides
Apatura astasioides är en fjärilsart som beskrevs av Otto Staudinger 1871. Apatura astasioides ingår i släktet Apatura och familjen praktfjärilar. Inga underarter finns listade i Catalogue of Life.